# Elecciones generales de Uganda de 2021
Las elecciones generales se celebraron en Uganda el 14 de enero de 2021 para elegir al presidente y al Parlamento. El actual presidente Yoweri Museveni, quien ha gobernado el país desde 1986, buscó la reelección y la obtuvo nuevamente.

## Sistema electoral
El presidente de Uganda es elegido mediante el sistema de balotaje, y los candidatos deben recibir al menos el 50 % de los votos para ser elegidos en la primera vuelta. El capítulo 142 de la Ley de elecciones presidenciales de 2000 estipula que los candidatos presidenciales deben ser ciudadanos de Uganda por nacimiento y estar calificados para ser diputados. Los candidatos también deben estar en su sano juicio y no tener conexión formal con la Comisión Electoral de Uganda. Los límites de mandato se abolieron en 2005. Las elecciones son supervisadas por la Comisión Electoral de Uganda.

## Candidatos
Se registraron once candidatos para participar en las elecciones:
- Yoweri Museveni, Movimiento de Resistencia Nacional
- Bobi Wine, Plataforma de Unidad Nacional
- John Katumba, Independiente
- Willy Mayambala, Independiente
- Fred Mwesigye, Independiente
- Henry Tumukunde, independiente
- Joseph Kabuleta, Independiente
- Nancy Kalembe, Independiente
- Patrick Oboi Amuriat, Foro para el Cambio Democrático
- Mugisha Muntu, Alianza para la Transformación Nacional
- Norbert Mao, Partido Democrático

## Campaña
La campaña se detuvo en Mbarara, Kabarole, Luwero, Kasese, Masaka, Wakiso, Jinja, Kalungu, Kazo, la ciudad de Kampala y Tororo el 26 de diciembre de 2020. El gobierno dijo que era para evitar la propagación de la pandemia de COVID-19, pero los críticos dijeron que fue por la popularidad de la oposición en esas áreas. Las multitudes se habían limitado anteriormente a 200 personas.
La Unión Europea dice que no desplegará observadores (MOE, misión de observación electoral) porque se han ignorado las recomendaciones anteriores.

## Resultados
El juez Simon Mugenyi Byabakama, presidente de la Comisión Electoral, declaró a Museveni ganador de las elecciones presidenciales del 16 de enero, afirmando que obtuvo el 59% de los votos y Wine se llevó el 35%. La participación fue del 57%. Byabakama dijo que había sido una elección pacífica. Hablando antes de que se anunciaran los resultados, Wine dijo a los periodistas que era "la elección más fraudulenta en la historia de Uganda" y también acusó a Museveni de ponerlo "bajo asedio", ya que las fuerzas de seguridad rodearon su casa. Museveni negó estas afirmaciones en un discurso televisado después de ser proclamado ganador, diciendo que los votos habían sido contados a máquina y que "puede resultar ser la elección más libre de trampas desde 1962". Byabakima desafió a Wine a publicar pruebas de sus acusaciones de fraude.

### Presidenciales
| Candidato                              | Partido                                 | Votos      | %     |
| -------------------------------------- | --------------------------------------- | ---------- | ----- |
| Yoweri Museveni                        | Movimiento de Resistencia Nacional      | 6,042,898  | 58.38 |
| Bobi Wine                              | Plataforma de Unidad Nacional           | 3,631,437  | 35.08 |
| Patrick Oboi Amuriat                   | Foro para el Cambio Democrático         | 337,589    | 3.26  |
| Mugisha Muntu                          | Alianza para la Transformación Nacional | 67,574     | 0.65  |
| Norbert Mao                            | Partido Democrático                     | 57,682     | 0.56  |
| Henry Tumukunde                        | Independiente                           | 51,392     | 0.50  |
| Joseph Kabuleta                        | Independiente                           | 45,424     | 0.44  |
| Nancy Kalembe                          | Independiente                           | 38,772     | 0.37  |
| John Katumba                           | Independiente                           | 37,554     | 0.36  |
| Fred Mwesigye                          | Independiente                           | 25,483     | 0.25  |
| Willy Mayambala                        | Independiente                           | 15,014     | 0.15  |
| Votos en blanco/anulados               | Votos en blanco/anulados                | 393,500    | –     |
| Total                                  | Total                                   | 10,744,319 | 100   |
| Votantes registrados/participación     | Votantes registrados/participación      | 18,103,603 | 59.35 |
| Fuente: Electoral Commission of Uganda |                                         |            |       |

### Parlamentarias
|                              |                                                       |                    |                    |                    |            |         |         |                    |                  |       |
| Partido                      | Partido                                               | Distrito electoral | Distrito electoral | Distrito electoral | Mujeres    | Mujeres | Mujeres | Elección indirecta | Total de Escaños | +/–   |
| Partido                      | Partido                                               | Votos              | %                  | Escaños            | Votos      | %       | Escaños | Elección indirecta | Total de Escaños | +/–   |
|                              | Movimiento de Resistencia Nacional                    | 4,158,934          | 41.60              | 218                | 4,532,814  | 44.81   | 101     | 17                 | 336              | +42   |
|                              | Plataforma de Unidad Nacional                         | 1,347,929          | 13.48              | 43                 | 1,607,425  | 15.89   | 14      | 0                  | 57               | Nuevo |
|                              | Foro para el Cambio Democrático                       | 729,247            | 7.29               | 24                 | 674,154    | 6.66    | 8       | 0                  | 32               | -4    |
|                              | Partido Democrático                                   | 245,248            | 2.45               | 8                  | 181,364    | 1.79    | 1       | 0                  | 9                | -6    |
|                              | Congreso Popular de Uganda                            | 180,313            | 1.80               | 7                  | 229,884    | 2.27    | 2       | 0                  | 9                | +3    |
|                              | Alianza para la Transformación Nacional               | 72,018             | 0.72               | 0                  | 82,318     | 0.81    | 0       | 0                  | 0                | Nuevo |
|                              | Foro de la Justicia                                   | 24,843             | 0.25               | 1                  | 22,625     | 0.22    | 0       | 0                  | 1                | +1    |
|                              | Partido Progresista del Pueblo                        | 10,076             | 0.10               | 1                  | –          | –       | –       | 0                  | 1                | +1    |
|                              | Partido Económico de Uganda                           | 6,199              | 0.06               | 0                  | –          | –       | –       | 0                  | 0                | Nuevo |
|                              | Partido Ecológico de Uganda                           | 4,287              | 0.04               | 0                  | –          | –       | –       | 0                  | 0                | Nuevo |
|                              | Partido Conservador                                   | 1,071              | 0.01               | 0                  | –          | –       | –       | 0                  | 0                | 0     |
|                              | Partido Socialdemócrata                               | 719                | 0.01               | 0                  | –          | –       | –       | 0                  | 0                | 0     |
|                              | Foro para la Integridad en el Liderazgo               | 122                | 0.00               | 0                  | –          | –       | –       | 0                  | 0                | Nuevo |
|                              | Organización de Voluntarios del Servicio del Congreso | 68                 | 0.00               | 0                  | –          | –       | –       | 0                  | 0                | Nuevo |
|                              | Independientes                                        | 3,217,480          | 32.18              | 51                 | 2,785,676  | 27.54   | 20      | 3                  | 74               | +8    |
|                              | Fuerza de Defensa del Pueblo de Uganda                | –                  | –                  | –                  | –          | –       | –       | 10                 | 10               | 0     |
| Total                        | Total                                                 | 9,998,554          | 100                | 353                | 10,116,260 | 100     | 146     | 30                 | 529              | +103  |
| Fuente: Electoral commission |                                                       |                    |                    |                    |            |         |         |                    |                  |       |

- Incluye los diputados por elección indirecta.